# Biscoeöarna
Biscoeöarna är en ögrupp om fyra större och några mindre öar utanför Graham Land, Antarktis, söder om Kap Horn. Biscoeöarna upptäcktes under kapten James Biscoes resor 1830-1832.
De fyra största öarna är: 
- Lavoisier Island
- Renaud Island
- Watkins Island
- Krogh Island